# Triaenodes cymulosus
Triaenodes cymulosus là một loài Trichoptera trong họ Leptoceridae. Chúng phân bố ở miền Australasia.